# Riccardo Forte
Riccardo Forte (17. květen 1999, Terst, Itálie) je italský útočník hrající od roku 2022 za třetiligové Sestri Levante.

## Kariéra
Premiéru v dresu Rossoneri měl 7. prosince 2017 při utkání EL 2017/18 proti HNK Rijeka (0:2).
Na sezonu 2018/19 byl poslán na hostování do klubu hrající třetí ligu US Pistoiese 1921. Tam vstřelil první branku mezi dospělé, bylo to 9. prosince 2018. Celkem odehrál 33 utkání ve kterých vstřelil tři branky.

## Statistiky
| Sezóna  | Klub           | Liga    | Liga   | Liga | Domácí poháry | Domácí poháry | Domácí poháry | Kontinentální poháry | Kontinentální poháry | Kontinentální poháry | Celkem | Celkem |
| Sezóna  | Klub           | Soutěž  | Zápasy | Góly | Soutěž        | Zápasy        | Góly          | Soutěž               | Zápasy               | Góly                 | Zápasy | Góly   |
| ------- | -------------- | ------- | ------ | ---- | ------------- | ------------- | ------------- | -------------------- | -------------------- | -------------------- | ------ | ------ |
| 2017/18 | Milán          | Serie A | 0      | 0    | IP            | 0             | 0             | EL                   | 1                    | 0                    | 1      | 0      |
| 2018/19 | Pistoiese      | Serie C | 32     | 3    | -             | 0             | 0             | -                    | 0                    | 0                    | 32     | 3      |
| 2019/20 | Piacenza       | Serie C | 4      | 0    | -             | 0             | 0             | -                    | 0                    | 0                    | 4      | 0      |
| 2020    | Lecco          | Serie C | 3      | 1    | -             | 0             | 0             | -                    | 0                    | 0                    | 3      | 1      |
| 2020/21 | Cavese         | Serie C | 3      | 1    | -             | 0             | 0             | -                    | 0                    | 0                    | 3      | 1      |
| 2021    | Mestre         | Serie D | 17     | 5    | -             | 0             | 0             | -                    | 0                    | 0                    | 17     | 5      |
| 2021/22 | Casale         | Serie D | 32+1   | 15+1 | -             | 0             | 0             | -                    | 0                    | 0                    | 33     | 16     |
| 2022    | Legnano        | Serie D | 11     | 3    | -             | 0             | 0             | -                    | 0                    | 0                    | 11     | 3      |
| 2022/23 | Sestri Levante | Serie D | 21+5   | 6    | -             | 0             | 0             | -                    | 0                    | 0                    | 21     | 6      |
| 2023/24 | Sestri Levante | Serie C | ?      | ?    | -             | 0             | 0             | -                    | 0                    | 0                    | ?      | ?      |
| Celkově | Celkově        | Celkově | 33     | 3    | -             | 0             | 0             | -                    | 1                    | 0                    | 34     | 3      |